# Etmopterus carteri
Etmopterus carteri  (лат.)  — вид хрящевых рыб рода чёрных колючих акул семейства лат. Etmopteridae отряда катранообразных. Обитает в западной части Атлантического океана на глубинах до 365 м. Максимальный зарегистрированный размер 21,2 см. Тело вытянутое, цилиндрическое, голова закруглена. У основания обоих спинных плавников имеются шипы. Анальный плавник отсутствует.

## Таксономия
Впервые вид был описан в 1985 году американскими ихтиологами Стюартом Спрингером и Джорджем Бёрджессом США. Голотип — самка длиной 19 см, пойманная в 1964 году у карибского побережья Колумбии на глубине 283—292 м (11°09' с. ш. и 74°26' з. д.). Паратипы: 5 самцов и самок длиной 19—20,4 см, пойманные там же и тогда же, самец и 3 самки длиной 18—21,2, пойманные там же и тогда же и самец длиной 19 см, пойманный там же и тогда же на глубине 329—356 м.

## Ареал
Etmopterus carteri обитают в западной части Атлантического океана у побережья Колумбии/ Эти акулы встречаются в верхней части материкового склона на глубине от 283 до 256 м. Вероятно, они ведут эпипелагический образ жизни.

## Описание
Максимальный зарегистрированный размер составляет 21,2 см. Тело вытянутое, с удлинённым и тонким хвостовым стеблем. Голова закруглена, её длина составляет 5,7—7,5 % от длины тела. Передняя часть тела почти цилиндрической формы, сильно сужается к хвосту. Тело покрыто мелкими плакоидными чешуйками, за исключением губ, границ жаберных щелей, области вокруг клоаки и дорсальной поверхности птеригородий. Крупные овальные глаза вытянуты по горизонтали. Позади глаз имеются крошечные брызгальца. Ноздри размещены на кончике рыла. У основания обоих спинных плавников расположены шипы. Анальный плавник отсутствует.

## Биология
Etmopterus carteri, вероятно, размножаются яйцеживорождением.

## Взаимодействие с человеком
Данных для оценки Международным союзом охраны природы статуса сохранности вида недостаточно.